# John Early
John Early (geboren 17. März 1828 im Essex County, Ontario, Kanada; gestorben 2. September 1877 in Rockford, Illinois, USA) war ein kanadisch-amerikanischer Politiker. Zwischen 1873 und 1875 war er kommissarischer Vizegouverneur des Bundesstaates Illinois.

## Werdegang
John Early wurde am 17. März 1828 im Essex County in der kanadischen Provinz Ontario geboren. Er wuchs auf einer Farm auf und besuchte die Volksschule. Im Alter von 18 Jahren übersiedelte er mit seinen Eltern in das Boone County in den Vereinigten Staaten. 1852 zog die Familie nach Rockford, wo er bis zu seinem Tod 1877 wohnte.
Early arbeitete zunächst als Schreiner und Zimmermann, bis er 1865 eine Stelle als Versicherungsvertreter bei der New England Mutual Life Insurance Company antrat.
Early sprach sich gegen die Sklaverei aus und war seit deren Gründung 1854 Mitglied der Republikanischen Partei. Außerdem war er von 1870 bis zu seinem Tod 1877 Mitglied des Senats von Illinois und war im Jahr 1873 dessen Präsident.
Im Januar 1873 trat Gouverneur Richard James Oglesby von seinem Amt zurück, um in den US-Senat zu wechseln. Daraufhin fiel das Amt des Gouverneurs an seinen Stellvertreter, Vizegouverneur John Lourie Beveridge. Verfassungsgemäß musste nun der Vorsitzende des Staatssenats, also John Early, das Amt des Vizegouverneurs kommissarisch übernehmen. Er übte es zwischen dem 23. Januar 1873 und dem 8. Januar 1875 aus. Das war die Hälfte von Beveridges Amtszeit als Gouverneur. Dann folgte ihm Archibald Glenn nach, der neuer Senatsvorsitzender wurde und damit kommissarisch die Position des Vizegouverneurs bis zum Januar 1877 bekleidete.
John Early starb am 2. September 1877 während einer Behandlung der Tuberkulose, an der er seit längerem gelitten hatte.